# Lijst van marathonresultaten in 2006
Op deze pagina is een overzicht te vinden van resultaten op de marathon die behaald zijn in 2006.

## Boston

### Mannen
| rang   | naam                      | land | tijd    |
| ------ | ------------------------- | ---- | ------- |
| Goud   | Robert Kipkoech Cheruiyot | KEN  | 2.07.14 |
| Zilver | Benjamin Maiyo            | KEN  | 2.08.21 |
| Brons  | Meb Keflezighi            | USA  | 2.09.56 |

### Vrouwen
| rang   | naam              | land | tijd    |
| ------ | ----------------- | ---- | ------- |
| Goud   | Rita Jeptoo       | KEN  | 2.23.38 |
| Zilver | Jeļena Prokopčuka | LAT  | 2.23.48 |
| Brons  | Reiko Tosa        | JPN  | 2.24.11 |

## Parijs

### Mannen
| rang   | naam             | land | tijd    |
| ------ | ---------------- | ---- | ------- |
| Goud   | Gashaw Asfaw     | ETH  | 2.08.00 |
| Zilver | Kiprotich Kenei  | KEN  | 2.08.48 |
| Brons  | Bernard Barmasai | KEN  | 2.08.50 |

### Vrouwen
| rang   | naam              | land | tijd    |
| ------ | ----------------- | ---- | ------- |
| Goud   | Irina Timofejeva  | RUS  | 2.27.19 |
| Zilver | Natalja Volgina   | RUS  | 2.27.28 |
| Brons  | Pamela Chepchumba | KEN  | 2.29.45 |

## Rotterdam

### Mannen
| rang   | naam              | land | tijd    |
| ------ | ----------------- | ---- | ------- |
| Goud   | Sammy Korir       | KEN  | 2.06.38 |
| Zilver | Paul Kiprop Kirui | KEN  | 2.06.44 |
| Brons  | Charles Kibiwott  | KEN  | 2.06.52 |

### Vrouwen
| rang   | naam            | land | tijd    |
| ------ | --------------- | ---- | ------- |
| Goud   | Mindaye Gishu   | ETH  | 2.28.29 |
| Zilver | Helena Javornik | SLO  | 2.29.37 |
| Brons  | Isabel Elzmendi | ESP  | 2.31.53 |

## Utrecht

### Mannen
| rang   | naam             | land | tijd    |
| ------ | ---------------- | ---- | ------- |
| Goud   | Gino Van Geyte   | BEL  | 2.17.35 |
| Zilver | Jeroen van Damme | NED  | 2.19.48 |
| Brons  | Tarik Bouzid     | FRA  | 2.22.44 |

### Vrouwen
| rang   | naam               | land | tijd    |
| ------ | ------------------ | ---- | ------- |
| Goud   | Nadezhda Wijenberg | NED  | 2.45.00 |
| Zilver | Selina Chelimo     | KEN  | 2.47.53 |
| Brons  | Ineke Stofmeel     | NED  | 3.08.22 |

## Zürich

### Mannen
| rang   | naam                 | land | tijd    |
| ------ | -------------------- | ---- | ------- |
| Goud   | Tesfaye Eticha       | ETH  | 2.12.39 |
| Zilver | Alfonse Jatich Kibor | KEN  | 2.12.54 |
| Brons  | Disdery Hombo        | TAN  | 2.18.13 |

### Vrouwen
| rang   | naam                | land | tijd    |
| ------ | ------------------- | ---- | ------- |
| Goud   | Jelena Tichonova    | RUS  | 2.39.52 |
| Zilver | Annemette Jensen    | DEN  | 2.41.17 |
| Brons  | Maja Neuenschwander | SUI  | 2.44.23 |